# Pendely
A pendely, egyéb elnevezéssel: pöndő, péntő  a női alsótestet fedő, házi vászonból készült ruhadarab neve.

## Nevének eredete
A pendely szó német eredetű, nevét 1431-ben említették először pendely formában, ing’' jelentésére magyar területről is vannak nyomok, például a pendely szó a Székelyföldön, a Rábaközben és Erdélyben hosszú inget is jelentett. A szlavóniai Kórógyon és Szentlászlón neve mejjes vagy derekas pöndöj, Harasztiban hátyijos péntyöl formában ismert. Nevét néha ingaljként is említették.

## Leírása
Az alsótestet szoknyaszerűen körülfogó női ruhadarab elnevezése, a rövid derekú ingekkel használták és sokszor a kettőt össze is kapcsolták, így alakult ki a toldott aljú ing. Amíg a pendelyt alsóruhaként használták, addig illetlenségnek számított, ha kilátszott a szoknya alól. Később felsőruhává alakult,  és átvette annak feladatát is. Ha felsőruhaként hordják, akkor gondosan ráncolják, esetleg alsó betoldásait díszítik is.
A pendely szabása szerint lehet: egyenes és szabott pendely. Az egyenes pendelynek az alsó és felső bősége is  egyforma. 
A szabott pendely felül keskenyebb, alul pedig kiszélesedő, melynek az alja felé való bővülését a kétoldalt betoldott, felül keskeny, alul szélesebb rész (ereszték) teszi lehetővé. Van mellényrésszel összevarrott változata is, melynek elnevezése mellényes lajbis, vagy pruszlikos pendely.
Régen a falusi kisgyerekek jártak hosszú ingben a  nyári melegebb idők beálltával. Innen származik az elnevezés: "pendelyes gyermek korában".